# Juventus Football Club 1947-1948
Questa voce raccoglie le informazioni riguardanti la Juventus Football Club nelle competizioni ufficiali della stagione 1947-1948.

## Stagione
(Gianni Agnelli)
Sul versante societario, il 22 luglio 1947 Gianni Agnelli divenne presidente del club bianconero, carica che ricoprirà per i successivi sette anni. Per quanto concerne il lato sportivo, i piemontesi, peraltro passati in primavera per l'avvicendamento tecnico fra l'oriundo Renato Cesarini e lo scozzese William Chalmers, come l'anno precedente terminarono il campionato di Serie A al secondo posto, stavolta a pari merito col Milan e la rivelazione Triestina, un terzetto staccato tuttavia di ben sedici punti dal Torino scudettato. A nobilitare la stagione bianconera pensò il diciannovenne Giampiero Boniperti, futura leggenda del club, il quale, dopo i fugaci esordi della stagione precedente, in quest'annata assurse repentinamente fra i trascinarori dell'undici juventino: con un bottino di 27 gol, il giovane centravanti barenghese fece suo il titolo di capocannoniere del campionato.

## Divise
| Casa | Trasferta | 1ª portiere |

## Rosa
| N. |                   | Ruolo | Calciatore             |
| -- | ----------------- | ----- | ---------------------- |
|    | Italia (bandiera) | P     | Filippo Cavalli        |
|    | Italia (bandiera) | P     | Lucidio Sentimenti IV  |
|    | Italia (bandiera) | D     | Araldo Caprili         |
|    | Italia (bandiera) | D     | Antonio Dalmonte       |
|    | Italia (bandiera) | D     | Piero Gibellino        |
|    | Italia (bandiera) | D     | Pietro Rava (capitano) |
|    | Italia (bandiera) | C     | Stefano Angeleri       |
|    | Italia (bandiera) | C     | Teobaldo Depetrini     |
|    | Italia (bandiera) | C     | Francesco Grosso       |
|    | Italia (bandiera) | C     | Ugo Locatelli          |

| N. |                           | Ruolo | Calciatore              |
| -- | ------------------------- | ----- | ----------------------- |
|    | Italia (bandiera)         | C     | Pietro Magni            |
|    | Italia (bandiera)         | C     | Carlo Parola            |
|    | Italia (bandiera)         | C     | Vittorio Sentimenti III |
|    | Cecoslovacchia (bandiera) | A     | Ján Arpáš               |
|    | Italia (bandiera)         | A     | Giampiero Boniperti     |
|    | Italia (bandiera)         | A     | Francesco Cergoli       |
|    | Ungheria (bandiera)       | A     | Mihály Kincses          |
|    | Italia (bandiera)         | A     | Carlo Lenci             |
|    | Italia (bandiera)         | A     | Ermes Muccinelli        |

## Risultati

### Serie A

#### Girone di andata
| Arbitro: | Pera (Firenze) |

|             |           |                                  |
| Frugali 10’ | Marcatori | 19’ V. Sentimenti 69’, 84’ Arpáš |

| Arbitro: | Dattilo (Roma) |

|                                                     |           |              |
| Caprili 10’ Cergoli 20’ Depetrini 44’ Boniperti 48’ | Marcatori | 83’ Bassetto |

| Arbitro: | Galeati (Bologna) |

|                               |           |                                    |
| Trevisani 27’ Dalla Torre 77’ | Marcatori | 45’, 89’ Boniperti 82’ (rig.) Rava |

| Arbitro: | Pizzato (Venezia) |

|               |           |  |
| Boniperti 64’ | Marcatori |  |

| Arbitro: | Dattilo (Roma) |

|                                              |           |                         |
| Lorenzi 15’, 53’ Zapirain 55’ Campatelli 60’ | Marcatori | 69’ Kincses 88’ Cergoli |

| Arbitro: | Zelocchi (Modena) |

|  |           |           |
|  | Marcatori | 25’ Begni |

| Arbitro: | Bellè (Venezia) |

|            |           |                          |
| Mazzola 9’ | Marcatori | 70’ (rig.) V. Sentimenti |

| Arbitro: | Bernardi (Bologna) |

|               |           |                |
| Boniperti 31’ | Marcatori | 73’ Puccinelli |

| Napoli 16 novembre 1947, ore 14:30 CET 9ª giornata | Napoli            | 0 – 0 referto | Juventus | Stadio della Liberazione\| Arbitro: \| Boffardi (Genova) \| |
| Arbitro:                                           | Boffardi (Genova) |               |          |                                                             |

| Arbitro: | Valsecchi (Milano) |

|                                                                        |           |            |
| Boniperti 21’, 44’, 68’ Cergoli 62’ Arpáš 70’ V. Sentimenti 85’ (rig.) | Marcatori | 42’ Tieghi |

| Arbitro: | Gemini (Roma) |

|                                                                    |           |  |
| Angeleri 24’ (aut.) Annovazzi 38’ Gratton 58’ Carapellese 72’, 90’ | Marcatori |  |

| Arbitro: | Poggipollini (Ferrara) |

|                   |           |           |
| V. Sentimenti 41’ | Marcatori | 63’ Conti |

| Arbitro: | Zelocchi (Modena) |

|                          |           |                            |
| Pesaola 13’ Di Paola 62’ | Marcatori | 9’, 36’ Boniperti 76’ Rava |

| Arbitro: | Carpani (Milano) |

|  |           |           |
|  | Marcatori | 37’ Arpáš |

| Arbitro: | Zambotto (Padova) |

|  |           |                   |
|  | Marcatori | 81’ P. Sentimenti |

| Arbitro: | Tassini (Verona) |

|                                |           |  |
| Kincses 54’, 68’ Boniperti 72’ | Marcatori |  |

| Salerno 18 gennaio 1948, ore 14:30 CET 18ª giornata | Salernitana      | 0 – 0 referto | Juventus | Stadio Comunale\| Arbitro: \| Carpani (Milano) \| |
| Arbitro:                                            | Carpani (Milano) |               |          |                                                   |

| Arbitro: | Zilli (Reggio Emilia) |

|                                                        |           |  |
| Cergoli 9’, 79’ Boniperti 43’ Arpáš 72’, 86’ Lenci 87’ | Marcatori |  |

| Arbitro: | Orlandini (Roma) |

|  |           |            |
|  | Marcatori | 77’ Gritti |

| Arbitro: | Agnolin (Bassano del Grappa) |

|                          |           |                              |
| Antoniotti 62’ Borra 78’ | Marcatori | 30’ Rava 57’, 84’ Muccinelli |

#### Girone di ritorno
| Arbitro: | Pieri (Trieste) |

|                                                     |           |            |
| Muccinelli 3’, 39’, 50’ Boniperti 9’, 19’ Magni 68’ | Marcatori | 73’ Lushta |

| Arbitro: | Zelocchi (Modena) |

|                                                           |           |                              |
| Bassetto 14’, 81’ Silvestrelli 27’, 53’ Parola 61’ (aut.) | Marcatori | 42’ Boniperti 63’ Muccinelli |

| Arbitro: | Gemini (Roma) |

|                                       |           |             |
| V. Sentimenti 61’ Sardelli 73’ (aut.) | Marcatori | 83’ Verdeal |

| Bergamo 7 marzo 1948, ore 15:30 CET 25ª giornata | Atalanta        | 0 – 0 referto | Juventus | Stadio Comunale\| Arbitro: \| Bellè (Venezia) \| |
| Arbitro:                                         | Bellè (Venezia) |               |          |                                                  |

| Arbitro: | Bernardi (Bologna) |

|                         |           |  |
| Boniperti 9’ Parola 78’ | Marcatori |  |

| Arbitro: | Orlandini (Roma) |

|                  |           |  |
| Parola 4’ (aut.) | Marcatori |  |

| Arbitro: | Gemini (Roma) |

|                     |           |            |
| Ballarin 50’ (aut.) | Marcatori | 37’ Ossola |

| Roma 11 aprile 1948, ore 16:00 CET 29ª giornata | Lazio            | 0 – 0 referto | Juventus | Stadio Nazionale\| Arbitro: \| Camiolo (Milano) \| |
| Arbitro:                                        | Camiolo (Milano) |               |          |                                                    |

| Arbitro: | Zelocchi (Modena) |

|               |           |                        |
| Boniperti 42’ | Marcatori | 46’, 78’, 89’ Barbieri |

| Livorno 25 aprile 1948, ore 16:00 CET 31ª giornata | Livorno          | 0 – 0 referto | Juventus | Stadio Ardenza\| Arbitro: \| Carpani (Milano) \| |
| Arbitro:                                           | Carpani (Milano) |               |          |                                                  |

| Arbitro: | Dattilo (Roma) |

|                            |           |                 |
| Angeleri 23’ Boniperti 56’ | Marcatori | 77’ Carapellese |

| Arbitro: | Neri (Vicenza) |

|                |           |                   |
| Conti 18’, 70’ | Marcatori | 9’, 19’ Boniperti |

| Arbitro: | Tassini (Verona) |

|                                |           |  |
| Cergoli 64’ Boniperti 72’, 78’ | Marcatori |  |

| Arbitro: | Tibaldi (Savona) |

|                                                                            |           |  |
| V. Sentimenti 7’ Boniperti 39’, 46’ Angeleri 59’ Locatelli 75’ Cergoli 84’ | Marcatori |  |

| Arbitro: | Stampacchia (Nola) |

|  |           |              |
|  | Marcatori | 9’ Boniperti |

| Arbitro: | Marchetti (Milano) |

|                              |           |                                          |
| Valcareggi 25’ Marchetti 68’ | Marcatori | 48’, 89’ Boniperti 55’ Kincses 85’ Magni |

| Arbitro: | Cicardi (Lecco) |

|                              |           |  |
| Rispoli 34’ (aut.) Magni 87’ | Marcatori |  |

| Arbitro: | Camiolo (Milano) |

|                        |           |             |
| Hrotkó 4’ Tavellin 29’ | Marcatori | 33’ Kincses |

| Arbitro: | Tassini (Verona) |

|                   |           |                          |
| Arcari 53’ (rig.) | Marcatori | 60’ (rig.) V. Sentimenti |

| Arbitro: | Parpaiola (Padova) |

|  |           |                                           |
|  | Marcatori | 40’ Pozzi 53’, 54’ Turconi 60’ Antoniotti |

### Esplicative
1. ↑  Cesarini coadiuvato da Chalmers — già designato quale allenatore in pectore per la stagione seguente[1] — dalla 29ª[2] alla 32ª giornata; la decisione di Cesarini di lasciare anticipatamente la Juventus[3] porta Chalmers a ricoprire immediatamente il ruolo di allenatore dei bianconeri a partire dalla 33ª giornata.
2. 1 2  Turno di riposo calendarizzato alla 11ª (30 novembre 1947) e 32ª giornata (2 maggio 1948); cfr. (EN) Maurizio Mariani, Italy Championship 1947/48, su rsssf.org, 23 febbraio 2017.
3. ↑  Gara in programma il 18 aprile 1948, rinviata — insieme ad altre partite di campionato — per la concomitanza con le elezioni politiche.[10]

### Bibliografiche
1. ↑   Lo scozzese Chalmers allenerà la Juventus, in Nuova Stampa Sera, 17 febbraio 1948,  p. 2.
2. 1 2   Chalmers assume le funzioni di allenatore alla Juventus, in Corriere dello Sport, 8 aprile 1948,  p. 2.
3. ↑   La Juventus a Livorno cerca la «riabilitazione», in La Nuova Stampa, 25 aprile 1948,  p. 3.
4. 1 2  Melegari, p. 435.
5. ↑   68 anni fa l’Avvocato alla guida della Juve, su juventus.com, 22 luglio 2015 (archiviato dall'url originale il 23 luglio 2015).
6. ↑   L'avv. Gianni Agnelli presidente della Juventus, in La Nuova Stampa, 23 luglio 1947,  p. 2.
7. ↑   Maurizio Crosetti, La compagna della mia vita, in la Repubblica, 25 gennaio 2003,  p. 24.
8. ↑   Vittorio Pozzo, La Juventus era in ferie ma la Pro Patria lavorava: 4-0, in Stampa Sera, 5 luglio 1948,  p. 4.
9. ↑   Settant'anni fa, la "Prima" di Boniperti in bianconero, su juventus.com, 2 marzo 2017.
10. ↑   Juventus-Napoli si giocherà il 21 aprile, in Nuova Stampa Sera, 8 aprile 1948,  p. 2.